# Carey Foster
Pour les articles homonymes, voir Foster.
George Carey Foster (octobre 1835 - 9 février 1919) est un chimiste et physicien, né à Sabden dans le Lancashire. 

## Biographie
Il est professeur de physique à l'University College de Londres et est le premier directeur (directeur salarié du collège) de 1900 à 1904. Le pont Carey Foster porte son nom.